# Fritz Prossinagg
Fritz Prossinagg, född 12 augusti 1930, död 16 februari 2023, var en friidrottare från Österrike. Han deltog vid olympiska sommarspelen 1952.